# 11 mm
Questo elenco raccoglie le cartucce il cui calibro è incluso tra gli 11 ed i 12 mm.
- Lunghezza si riferisce alla lunghezza del bossolo.
- Totale si riferisce alla lunghezza totale della cartuccia, incluso il proiettile.

Le misure sono date in millimetri, seguite dall'equivalente in pollici.
Per la spiegazione dei termini nella tabella vedere la pagina bossolo.

## Cartucce da pistola semiautomatica
| Nome                   | Tipo di bossolo        | Pallottola   | Colletto     | Spalla | Base         | Collarino    | Lunghezza     | Totale        |
| ---------------------- | ---------------------- | ------------ | ------------ | ------ | ------------ | ------------ | ------------- | ------------- |
| .45 GAP                | rimless cilindrico     | 11,48 (.452) | —            | —      | —            | —            | 19,18 (.755)  | 27,18 (1,070) |
| .45 ACP                | rimless cilindrico     | 11,48 (.452) | 12,09 (.476) | —      | 12,09 (.476) | 12,09 (.476) | 22,81 (.898)  | 29,72 (1,17)  |
| .45 Super              | rimless cilindrico     | 11,48 (.452) | 12,0 (.473)  | —      | 12,09 (.476) | 12,2 (.480)  | 22,81 (.898)  | 32,4 (1,275)  |
| .460 Rowland           | rimless cilindrico     | 11,48 (.452) | 12,0 (.473)  | —      | 12,09 (.476) |              | 24,3 (.955)   | 32,4 (1,275)  |
| .45 Remington-Thompson | rimless cilindrico     | 11,35 (.447) | 11,94 (.470) | —      | 11,99 (.472) | 11,96 (.471) | 28,45 (1,120) | —             |
| .45 Winchester Magnum  | rimless cilindrico     | 11,48 (.452) | 12,01 (.473) | —      | 12,09 (.476) | 12,19 (.480) | 30,43 (1,198) | 40,00 (1,575) |
| .455 Webley Auto       | semi-rimmed cilindrico | 11,56 (.455) | —            | —      | —            | —            | —             | -             |

## Cartucce da rivoltella
| Nome                                | Tipo di bossolo   | Pallottola   | Colletto     | Spalla | Base         | Collarino    | Lunghezza     | Totale        |
| ----------------------------------- | ----------------- | ------------ | ------------ | ------ | ------------ | ------------ | ------------- | ------------- |
| 11 mm Francese                      | rimmed cilindrico | 10,8 (.425)  | 11,40 (.449) | —      | 11,68 (.460) | 12,47 (.491) | 18,03 (.71)   | 29,97 (1,18)  |
| 11 mm Tedesco                       | rimmed cilindrico | 10,82 (.426) | 11,40 (.449) | —      | 11,51 (.453) | 12,93 (.509) | 24,38 (.96)   | 30,73 (1,21)  |
| .44 S&W Russian                     | rimmed cilindrico | 10,89 (.429) | 11,61 (.457) | —      | 11,61 (.457) | 13,08 (.515) | 24,64 (.97)   | 36,32 (1,43)  |
| .44 (S&W) Special                   | rimmed cilindrico | 10,89 (.429) | 11,61 (.457) | —      | 11,61 (.457) | 13,06 (.514) | 29,46 (1,16)  | 41,15 (1,62)  |
| .44 Remington Magnum                | rimmed cilindrico | 10,89 (.429) | 11,61 (.457) | —      | 11,61 (.457) | 13,06 (.514) | 32,78 (1,29)  | 40,89 (1,61)  |
| .44 Webley (.442 R.I.C.)            | rimmed cilindrico | 11,07 (.436) | 11,94 (.470) | —      | 11,99 (.472) | 12,78 (.503) | 17,53 (.69)   | 27,94 (1,10)  |
| .44 S&W American                    | rimmed cilindrico | 11,02 (.434) | 11,13 (.438) | —      | 11,18 (.440) | 12,85 (.506) | 23,11 (.91)   | 36,58 (1,44)  |
| .44 Bulldog                         | rimmed cilindrico | 11,18 (.440) | 11,94 (.470) | —      | 12,01 (.473) | 12,78 (.503) | 14,48 (.57)   | 24,13 (.95)   |
| .44 Colt                            | rimmed cilindrico | 11,25 (.443) | 11,43 (.450) | —      | 11,58 (.456) | 12,27 (.483) | 27,94 (1,10)  | 38,1 (1,50)   |
| 11,75 mm Montenegrin                | rimmed cilindrico | 11,30 (.445) | 11,99 (.472) | —      | 12,45 (.490) | 14,10 (.555) | 35,56 (1,40)  | 43,94 (1,73)  |
| .45 Webley                          | rimmed cilindrico | 11,48 (.452) | 11,96 (.471) | —      | 11,96 (.471) | 12,80 (.504) | 30,83 (.82)   | 29,21 (1,15)  |
| .45 Auto Rim                        | rimmed cilindrico | 11,48 (.452) | 11,81 (.465) | —      | 12,09 (.476) | 12,01 (.473) | 32,00 (1,260) | 29,72 (1,17)  |
| .454 Casull                         | rimmed cilindrico | 11,48 (.452) | 12,19 (.480) | —      | 12,19 (.480) | 13,00 (.512) | 34,92 (1,375) | 45,62 (1,796) |
| .454 Magnum                         | rimmed cilindrico | 11,53 (.454) | 12,24 (.482) | —      | 12,90 (.508) | 13,51 (.532) | 50,80 (2,00)  | 66,04 (2,60)  |
| .45 S&W Schofield                   | rimmed cilindrico | 11,53 (.454) | 12,12 (.477) | —      | 12,09 (.476) | 13,26 (.522) | 28,14 (1,108) | 36,32 (1,43)  |
| .45 Colt (.45 Long Colt)            | rimmed cilindrico | 11,53 (.454) | 12,12 (.476) | —      | 12,19 (.48)  | 13,00 (.512) | 32,78 (1,29)  | 40,64 (1,60)  |
| .455 Webley Mk2                     | rimmed cilindrico | 11,53 (.454) | 12,09 (.476) | —      | 12,19 (.480) | 13,59 (.535) | 19,56 (.77)   | 31,24 (1,23)  |
| .450 Revolver (.455)                | rimmed cilindrico | 11,56 (.455) | 12,07 (.475) | —      | 12,12 (.477) | 12,95 (.51)  | 17,53 (.69)   | 27,94 (1,1)   |
| .455 Enfield (.455 Colt)            | rimmed cilindrico | 11,56 (.455) | 12,01 (.473) | —      | 12,14 (.478) | 13,46 (.53)  | 22,10 (.87)   | 34,29 (1,35)  |
| .460 S&W Magnum                     | rimmed cilindrico | 11,48 (.452) | 12,14 (.478) | —      | 12,14 (.478) | 12,14 (.478) | 45,72 (1,80)  | 58,17 (2,290) |
| .476 Enfield (.476 Eley, .476/.455) | rimmed cilindrico | 11,56 (.455) | 12,04 (.474) | —      | 12,14 (.478) | 13,46 (.530) | 22,01 (.870)  | 33,78 (1,33)  |

## Cartucce da fucile
| Nome                              | Tipo di bossolo              | Pallottola   | Colletto     | Spalla       | Base         | Collarino    | Lunghezza     | Totale        |
| --------------------------------- | ---------------------------- | ------------ | ------------ | ------------ | ------------ | ------------ | ------------- | ------------- |
| .44-40 Winchester                 | rimmed collo di bottiglia    | 10,85 (.427) | 11,25 (.443) | 11,6 (.457)  | 11,96 (.471) | 13,33 (.525) | 33,27 (1,31)  | 39,37 (1,55)  |
| .444 Marlin                       | rimmed cilindrico            | 10,9 (.429)  | 11,51 (.453) | —            | 11,91 (.469) | 13,06 (.514) | 54,91 (2,162) | 65,28 (2,57)  |
| 10,4 mm Italiano M/70             | rimmed collo di bottiglia    | 10,92 (.430) | 11,1 (.437)  | 13,13 (.517) | 13,72 (.54)  | 16,1 (.634)  | 47,5 (1,87)   | 62,48 (2,46)  |
| 10,4 mm Russo Berdan              | rimmed collo di bottiglia    | 10,92 (.430) | 11,4 (.449)  | 12,85 (.506) | 14,4 (.567)  | 16,18 (.637) | 56,9 (2,24)   | 74,93 (2,95)  |
| 11 mm Murata                      | rimmed collo di bottiglia    | 10,97 (.432) | 11,81 (.465) | 13,36 (.526) | 13,77 (.542) | 16,05 (.632) | 59,94 (2,36)  | 79,5 (3,13)   |
| 11 mm Belga Albini                | rimmed collo di bottiglia    | 11,05 (.435) | 11,99 (.472) | 13,59 (.535) | 14,73 (.580) | 17,22 (.678) | 50,8 (2,00)   | 66,04 (2,60)  |
| .425 Westley Richards Magnum      | rimless rebated              | 11,05 (.435) | 11,58 (.456) | 13,72 (.540) | 13,79 (.543) | 11,86 (.467) | 67,06 (2,64)  | 83,82 (3,30)  |
| 11 mm Belga Comblain              | rimmed collo di bottiglia    | 11,07 (.436) | 11,68 (.460) | 13,51 (.532) | 14,61 (.575) | 17,09 (.673) | 53,34 (2,10)  | 70,1 (2,76)   |
| 11,15 mm Spagnolo Remington       | rimmed collo di bottiglia    | 11,05 (.439) | 11,63 (.458) | 13 (.512)    | 13,11 (.516) | 16,13 (.635) | 57,15 (2,25)  | 71,63 (2,82)  |
| 11,2 × 60 mm Schuler (Mauser)     | rebated rimless              | 11,18 (.440) | 11,81 (.465) | 13,00 (.512) | 13,00 (.512) | 11,81 (.465) | 59,69 (2,35)  | 72,64 (2,86)  |
| 11,2 × 72 mm Schuler              | ribated rimless              | 11,18 (.440) | 11,81 (.465) | 12,95 (.51)  | 13,61 (.536) | 11,91 (.469) | 71,12 (2,80)  | 97,79 (3,85)  |
| 10,8 × 47 mm R Martini Target     | rimmed collo di bottiglia    | 11,20 (.441) | 11,76 (.463) | 13,00 (.512) | 13,11 (.516) | 15,01 (.591) | 44,45 (1,75)  | 56,64 (2,23)  |
| 11,15 mm Werndl M/77              | rimmed collo di bottiglia    | 11,2 (.441)  | 11,84 (.466) | 13,61 (.536) | 13,84 (.545) | 15,67 (.617) | 57,66 (2,27)  | 76,71 (3,02)  |
| 11 mm Gras Francese               | rimmed collo di bottiglia    | 11,3 (.445)  | 11,89 (.468) | 13,49 (.531) | 13,82 (.544) | 16,94 (.667) | 59,44 (2,34)  | 76,2 (3,00)   |
| 11,15 mm Mauser                   | rimmed collo di bottiglia    | 11,33 (.446) | 11,81 (.465) | 12,95 (.510) | 13,11 (.516) | 14,88 (.586) | 60,2 (2,37)   | 76,2 (3,00)   |
| 11,43 mm Turco                    | rimmed collo di bottiglia    | 11,35 (.447) | 12,04 (.474) | 14,22 (.560) | 14,78 (.582) | 16,97 (.668) | 58,42 (2,30)  | 79,56 (3,12)  |
| 11,43 mm Egiziano                 | rimmed collo di bottiglia    | 11,38 (.448) | 12,17 (.479) | 13,77 (.542) | 14,76 (.581) | 16,97 (.668) | 49,28 (1,94)  | 69,34 (2,73)  |
| 11,4 mm Werndl M/73               | rimmed cilindrico            | 11,4 (.449)  | 11,99 (.472) | —            | 12,52 (.493) | 14,5 (.571)  | 50,04 (1,97)  | 64,77 (2,55)  |
| .500/450 Black Powder No.2 Musket | rimmed collo di bottiglia    | 11,46 (.451) | 12,34 (.486) | 13,59 (.535) | 14,63 (.576) | 16,84 (.663) | 59,94 (2,36)  | 75,95 (2,99)  |
| 11,4 mm Comblain Brasiliano       | rimmed collo di bottiglia    | 11,48 (.452) | 12,55 (.494) | 13,46 (.530) | 14,94 (.588) | 17,32 (.682) | 51,31 (2,02)  | 66,55 (2,62)  |
| 11,5 mm Reformado Spagnolo        | rimmed cilindrico            | 11,53 (.454) | 12,34 (.486) | —            | 13,34 (.525) | 16,03 (.631) | 57,4 (2,26)   | 77,72 (3,06)  |
| 11,7 mm Danese Remington          | rimmed cilindrico            | 11,53 (.455) | 12,34 (.486) | —            | 13,06 (.514) | 14,71 (.579) | 51,05 (2,01)  | 62,23 (2,45)  |
| .500/450 Magnum Nitro Express     | rimmed collo di bottiglia    | 11,56 (.455) | 12,12 (.479) | 12,7 (.500)  | 14,48 (.570) | 16,36 (.644) | 82,55 (3,25)  | 99,18 (3,91)  |
| .450 No.2 Express (3½")           | rimmed collo di bottiglia    | 11,56 (.455) | 12,12 (.477) | 13,16 (.518) | 11,79 (.464) | 16,51 (.650) | 88,9 (3,50)   | 108,71 (4,28) |
| .577/450 Martini-Henry            | rimmed collo di bottiglia    | 11,56 (.455) | 12,37 (.487) | 15,95 (.628) | 16,97 (.668) | 18,95 (.746) | 59,44 (2,34)  | 79,56 (3,12)  |
| .45-70 Government                 | rimmed cilindrico            | 11,63 (.457) | 12,07 (.475) | —            | 12,7 (.500)  | 15,24 (.600) | 53,34 (2,1)   | 68,58 (2,7)   |
| .450 Marlin                       | cinturino cilindrico         | 11,63 (.458) | 12,14 (.478) | –            | 13,03 (.513) | 13,51 (.532) | 53,34 (2,100) | 64,77 (2,550) |
| 11 mm Beaumont M/71/78            | rimmed collo di bottiglia    | 11,63 (.457) | 12,29 (.484) | 13,41 (.528) | 14,63 (.576) | 16,89 (.665) | 51,82 (2,04)  | 64,52 (2,54)  |
| .450 Nitro Express (3¼")          | rimmed cilindrico            | 11,63 (.458) | 12,12 (.479) | —            | 13,92 (.548) | 15,9 (.626)  | 82,55 (3,25)  | 97,79 (3,85)  |
| .458 Winchester Magnum            | cinturino cilindrico         | 11,63 (.458) | 12,14 (.478) | –            | 13,03 (.513) | 13,51 (.532) | 63,5 (2,5)    | 82,55 (3,350) |
| .460 Weatherby Magnum             | cinturino collo di bottiglia | 11,63 (.458) | 12,32 (.485) | 14,22 (.560) | 14,80 (.583) | 13,54 (.533) | 74 (2,91)     | 95,25 (3,75)  |
| .500/450 No.1 Express             | rimmed collo di bottiglia    | 11,63 (.458) | 12,32 (.485) | 13,46 (.530) | 14,66 (.577) | 16,76 (.660) | 69,85 (2,75)  | 82,55 (3,25)  |
| .450 Rigby Rimless                | rimless collo di bottiglia   | 11,63 (.458) | 12,38 (.487) | 14,50 (.571) | 14,66 (.577) | 14,99 (.590) | 73,50 (2,89)  | 95,00 (3,74)  |
| 11,3 mm Beaumont M/71             | rimmed collo di bottiglia    | 11,63 (.464) | 12,34 (.486) | 13,46 (.530) | 14,76 (.581) | 16,92 (.666) | 50,04 (1,97)  | 63,25 (2,49)  |
| .500/465 Nitro Express            | rimmed collo di bottiglia    | 11,84 (.466) | 12,39 (.488) | 13,31 (.524) | 14,55 (.573) | 16,51 (.650) | 82,3 (3,24)   | 98,04 (3,89)  |